# Fußballauswahl von Somaliland
Die Fußballnationalmannschaft von Somaliland (الاتحاد الصوماليلاند لكرة القدم) repräsentiert den international nicht anerkannten de-facto Staat Somaliland im Fußball. Somaliland ist kein Mitglied der FIFA oder der CAF; stattdessen ist es ein assoziiertes Mitglied von ConIFA, einer 2014 gegründeten Vereinigung von Teams aus nicht anerkannten Staaten, Abhängigkeiten, Minderheiten, staatenlosen Völkern und Regionen, die nicht mit der FIFA verbunden sind.

## Geschichte
Die Somaliland Football Association wurde 2011 gegründet und betreibt derzeit die Horyaalka Horyaalada Somaliland, eine nationale Liga mit 12 semiprofessionellen Vereinen, die von öffentlichen und privaten Organisationen gesponsert oder unterstützt werden. Der Verband organisiert auch ein halbjährliches interregionales Fußballturnier, an dem alle 13 Regionen teilnehmen, wobei die letzten 4 Gruppensieger das Halbfinale in der Hauptstadt Hargeysa bestreiten.
Der Fußballverband strebt die Aufnahme in den Weltfußballverband FIFA und den Afrikanischen Kontinentalverband CAF an. Trotz eigener Regierung, eigener Währung, sowie Fußballverband, Liga und Nationalmannschaft, fehlt es dem Land an internationaler Anerkennung.
Die Somaliland-Fußballnationalmannschaft wurde 2014 gegründet und spielte ihr erstes internationales Länderspiel am 17. Mai 2014 in London, England, gegen Sealand, das mit einem 2:2-Unentschieden endete.

### CONIFA Fußball-Weltmeisterschaft
2016 nahm Somaliland an der ConIFA Fußball-Weltmeisterschaft in Abchasien teil und wurde in Gruppe D mit den Mannschaften von Sápmi (Lappland) und Panjab zugelost. Die Mannschaft verlor beide Spiele gegen Sápmi und Panjab jeweils mit 0:5 und schied aus der Gruppenphase aus. In der Platzierungsrunde gewann Somaliland gegen das Chagos-Archipel mit 3:2, verlor jedoch gegen Székelyland mit 3:10. Am Ende belegte Somaliland den 10. Platz, wobei nur Raetia und das Chagos-Archipel in der Abschlusstabelle hinter Somaliland platziert waren.
Die ConIFA Fußball-Weltmeisterschaft 2020 sollte ursprünglich in Somaliland stattfinden, jedoch wurde aufgrund logistischer Schwierigkeiten beschlossen, den Pokal anderswo auszutragen.

## Stadion
Das Hargeysa National Stadium ist die Heimspielstätte der Nationalmannschaft und bietet Platz für 30.000 Zuschauer.